# Jaroslava Staňková
Jaroslava Staňková (14. března 1937 Poděbrady – 26. dubna 2010) byla česká architektka, vědecká pracovnice, spisovatelka.

## Život
Snažila se udělat docenturu před rokem 1989, ale tu ji zamítli neboťr nebyla členem KSČ, a po sametové revoluci se snažila o totéž. Odešla ze školy i když většina lidí, co byla zaměstnána ještě před sametovou revolucí však nadále setrvávala i přes jejich členství v KSČ, ona ale shledávala chybu ve stranickém překabátování těch, kteří dříve rozhodovali o kariéře ostatních na škole a začala podnikat jako vydavatelka a spisovatelka a za jejího působení vyšly publikace o architektuře:“ Tisíciletý vývoj architektury, 1989, Pražská architektura, významné stavby 11. století, Praha, 1992 (překlady Prague, Prag, Praga), Architektura v proměnách tisíciletí, 1994, Praha  gotická, 2001, Hrady Čech, Moravy a Slezska, 130 známých hradů, 2006, Pražské zámky, zámečky a usedlosti, 2008.“ Působila jako vědecký pracovník na Českém vysokém učení technickém v Praze.

## Spisy (výběr)
- Jaroslava Staňková, Josef Pechar: Tisíciletý vývoj architektury, Praha : SNTL, 3. vydání 1989 ISBN 80-03-00073-4
- Jaroslava Staňková, Jiří Štursa, Svatopluk Voděra: Pražská architektura : významné stavby jedenácti století, Praha, 1991, ISBN 80-900209-6-8
- Jaroslava Staňková, Svatopluk Voděra: Praha gotická a barokní, Praha : Academia, 2001, ISBN 80-200-0866-7
- Jaroslava Staňková, Martin Hurin, Jaroslav Staněk: Pražské zámky, zámečky a usedlosti, Praha : Academia, 2008, ISBN 978-80-200-1613-3